# Rumex aquitanicus
Rumex aquitanicus là một loài thực vật có hoa trong họ Rau răm. Loài này được Rech.f. miêu tả khoa học đầu tiên năm 1929.